# خورشیدگرفتگی ۶ دسامبر ۲۰۶۷
خورشیدگرفتگی ۶ دسامبر ۲۰۶۷ (به انگلیسی: Solar eclipse of December 6, 2067) یک خورشیدگرفتگی از نوع خورشیدگرفتگی مرکب است. این خورشیدگرفتگی در تاریخ ۶ دسامبر ۲۰۶۷ میلادی (‎۱۵ آذر ۱۴۴۶ خورشیدی) روی خواهد داد که زمان اوج آن، ساعت ۱۴:۰۳:۴۳ به‌وقت ساعت هماهنگ جهانی است. مدت زمان و طول این خورشیدگرفتگی ۰ دقیقه و ۸ ثانیه خواهد بود.